# 日影眩
日影 眩（ひかげ げん、本名：藤尾 正之）は、1936年兵庫県生まれの画家。
神戸市でグラフィックデザイナーとしてスタート、1960年 日宣美入選。1967年 法政大学文学部哲学科卒業。その後、新聞雑誌などにイラストレーションを発表（1972〜87）、1980年代初めアーチストに転身。
真下から見あげる構図と、記号的スタイルで，写真週刊誌「フォーカス」(1983.6.10号、新潮社)が、その初個展を“元祖ローアングル“として取り上げるなど脚光を浴び、また週刊「漫画サンデー」誌（実業之日本社）に巻頭イラストを連載（1983～84）するなど、視覚360°化に先駆けた。その後、東京で絵画個展を続け、グループ展にも繰り返し発表して、仰瞰図の作家として知られた（毎日新聞 夕刊文化欄（1987.7.1、1989.6.12）、「週刊ポスト」ポストコレクション（1987.8.2号、小学館）ほか）。
1994年にアメリカに移住、2004年グリーンカード取得。 ニューヨークで作品制作、発表 (2002年ホワイトボックス・アネックスなど) の傍ら、月刊「ギャラリー」誌に「日影 眩の360°のニューヨーク」（現代美術レポート）を1994年 - 2006年まで12年間連載した。 2009年 東邦画廊（東京・京橋）個展で，美術評論家瀬木慎一は，その極端な下からのアングルを，美術史上初出と認め、フログズ・アイ（Frog’s Eye, 蛙瞰）と命名し，蛙はギリシャ神話では愛と美の女神ヴィーナスの表象であったとした。2011年 池田20世紀美術館（静岡）で日影眩〜フログズ・アイの30年〜長期個展開催。2016年に帰国、以降東京を拠点に、ローアングルを基本とした美術作品を制作、発表し続けている (産経新聞 文化欄 2009.11.25、2014.6.19、2019.10.27)。

## パブリック・コレクション
おかざき世界子ども美術博物館 、佐久市立近代美術館、池田20世紀美術館

## 出版
- 2000年  「日影 眩の360°のニューヨーク　アート・ムーブメント1994 - 2006」（ギャラリー・ステーション刊）
- 2011年  「日影 眩展 フログズ･アイの30年」（池田20世紀美術館刊）
- 2018年  「日影眩 仰視のエロティシズム 谷川渥 編」（論創社刊）